# Rammuka (Tõstamaa)
Rammuka – wieś w Estonii, w prowincji Parnawa, w gminie Tõstamaa.